# Chemong Lake
Chemong Lake är en sjö i Kanada.   Den ligger i countyt Peterborough County och provinsen Ontario, i den sydöstra delen av landet, 240 km sydväst om huvudstaden Ottawa. Chemong Lake ligger 244 meter över havet.
Omgivningarna runt Chemong Lake är en mosaik av jordbruksmark och naturlig växtlighet. Runt Chemong Lake är det ganska glesbefolkat, med 43 invånare per kvadratkilometer.